# 市中心站 (香港)
市中心站（英語：Town Centre Stop）是香港輕鐵的車站，車站編號是280，屬單程車票第2收費區，共有4個月台。

## 車站構造

### 車站樓層
| -                 | 行人天橋 | 往返各月台、屯門公園、屯門大會堂、巴士總站 |   |  |
| 地面              | 出口     | 輕鐵客務中心、屯門公園 |   |  |
| 地面              | 月台     | \| 側式 · 開左邊车门 \| \| \| \| \| \| \| \| 輕鐵505綫往兆康（屯門） 輕鐵507綫往田景（屯門） 輕鐵614綫往元朗（杯渡） 輕鐵614P綫往兆康（杯渡） 輕鐵751綫往天逸（屯門） \| 1 \| \| \| 側式 · 暫停使用 \| \| \| \| \| \| \| \| 輕鐵暫停使用[註 1] \| 2 \| \| \| \| 3 \| 輕鐵暫停使用[註 1] \| \| \| \| 側式 · 暫停使用 \| \| \| \| \| \| \| 4 \| 輕鐵505綫往三聖（安定） 輕鐵507綫往屯門碼頭（安定） 輕鐵614綫往屯門碼頭（安定） 輕鐵614P綫往屯門碼頭（安定） 輕鐵751綫往友愛（終點站） \| \| \| \| 側式 · 開左邊车门 \| \| \| \| \| |   |  |
| 地面              | 出口     | 屯門鄉事會路 |   |  |
| 側式 · 開左邊车门 |          | |   |  |
|                   |          | 輕鐵505綫往兆康（屯門） 輕鐵507綫往田景（屯門） 輕鐵614綫往元朗（杯渡） 輕鐵614P綫往兆康（杯渡） 輕鐵751綫往天逸（屯門） | 1 |  |
| 側式 · 暫停使用   |          | |   |  |
|                   |          | 輕鐵暫停使用 | 2 |  |
|                   | 3        | 輕鐵暫停使用 |   |  |
| 側式 · 暫停使用   |          | |   |  |
|                   | 4        | 輕鐵505綫往三聖（安定） 輕鐵507綫往屯門碼頭（安定） 輕鐵614綫往屯門碼頭（安定） 輕鐵614P綫往屯門碼頭（安定） 輕鐵751綫往友愛（終點站） |   |  |
| 側式 · 開左邊车门 |          | |   |  |

### 月台
由於本站位於屯門市中心，亦因乘客眾多，本站是唯一一個設有多於兩個月台的純中途站，月台也特別寬闊；此外1號月台西南部附近還設有一個輕鐵客務中心。
市中心站位處於屯門鄉事會路以及屯門公園之間，現時設有2條行人天橋連接屯門公園、屯門文娛廣場以及屯門文娛廣場下層之巴士總站。

### 周邊重要公共設施
- 屯門大會堂
- 屯門公園
- 屯門裁判法院
- 屯門政府合署
- 屯門公共圖書館
- 屯門市中心巴士總站
- 屯門市廣場
- 屯門時代廣場
- 屯門柏麗廣場
- 順德聯誼總會何日東小學
- 嗇色園主辦可藝中學

## 利用狀況
本站位處屯門新市鎮最繁忙的屯門市中心地區，連接多個主要商業和市政設施如屯門市廣場、屯門時代廣場、政府部門、屯門公共圖書館和屯門中央郵局等，加上有多條路線在本站設站，因此本站人流尚算繁忙，但鄰近的V city落成後，因行人可沿天橋取道V city步往港鐵屯門站而無需先乘搭輕鐵再接駁港鐵屯馬綫，故此市中心站的人流有所減少。

## 事件

### 光復屯門公園
- 2019年9月21日，當日為光復屯門公園示威，期間有示威人士破壞本站3號月台的訊號系統、顯示屏、售票機、閉路電視及廣告版。其後2號及3號月台均關閉至今，使用此兩個月台的路線改用1號及4號月台及港鐵以經將車站月台上方路線圖更新，但2號及3號月台沒有寫上專用兩字。[1]

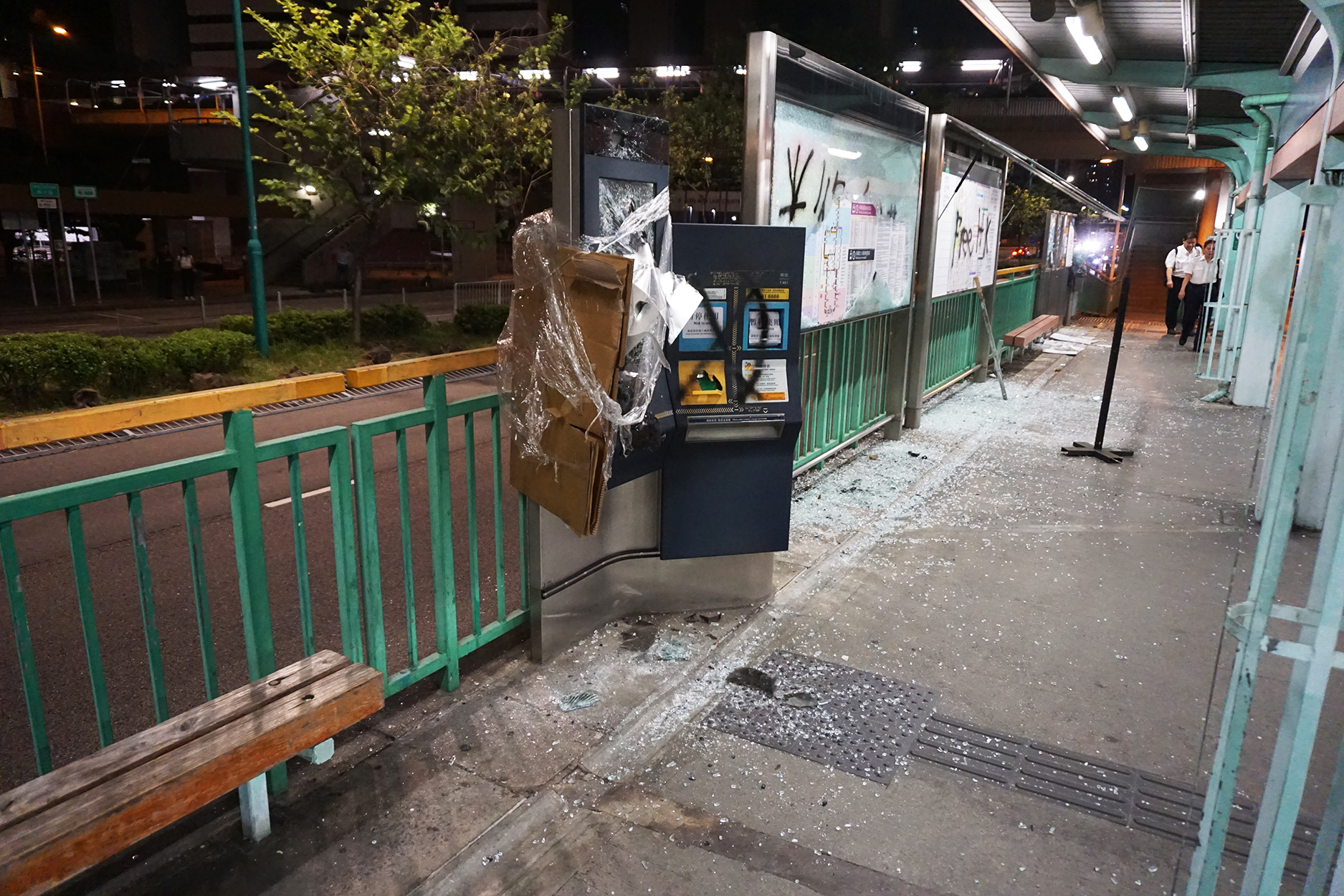
售票機損毀情況
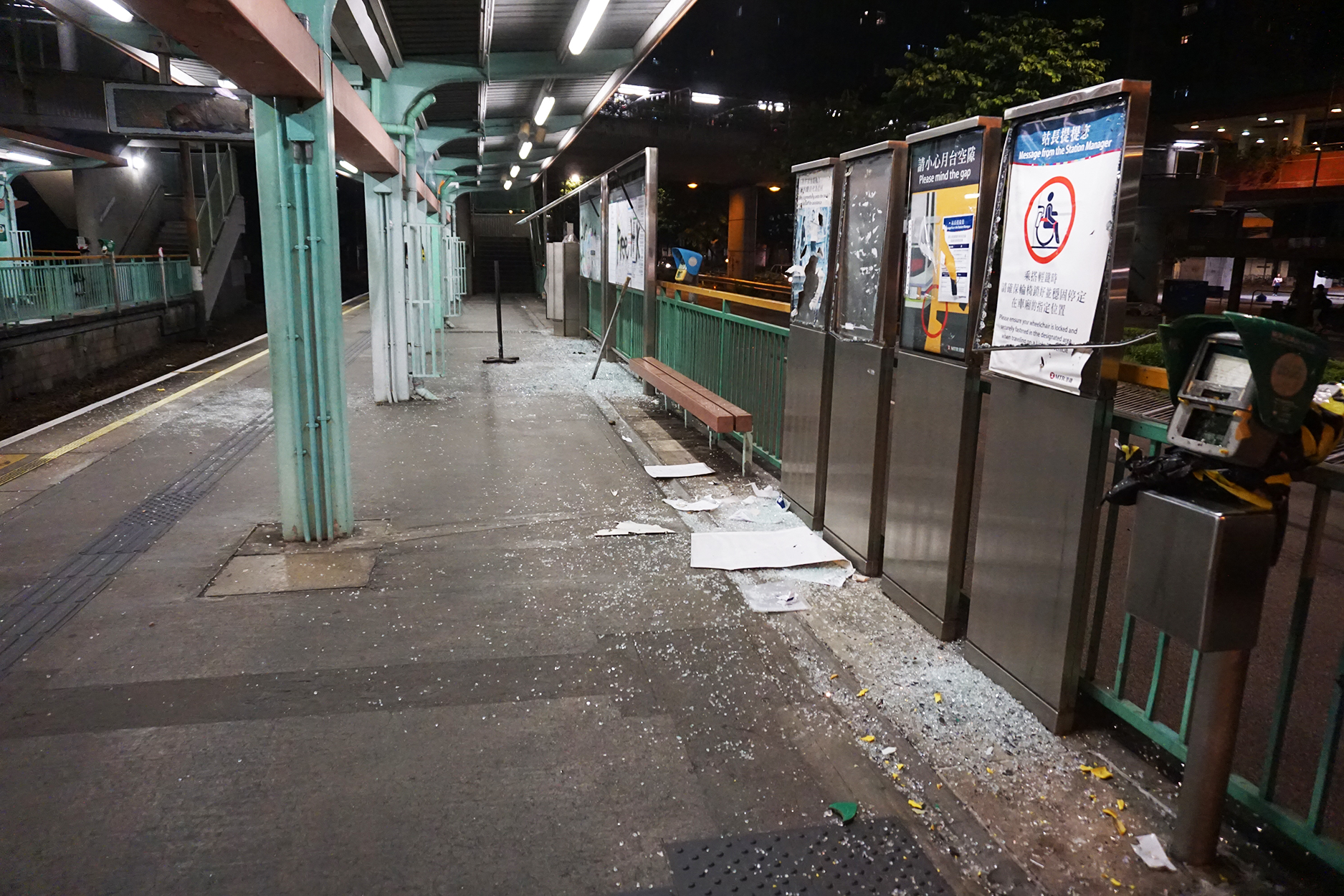
顯示屏、廣告版及八達通閱讀器受損狀況
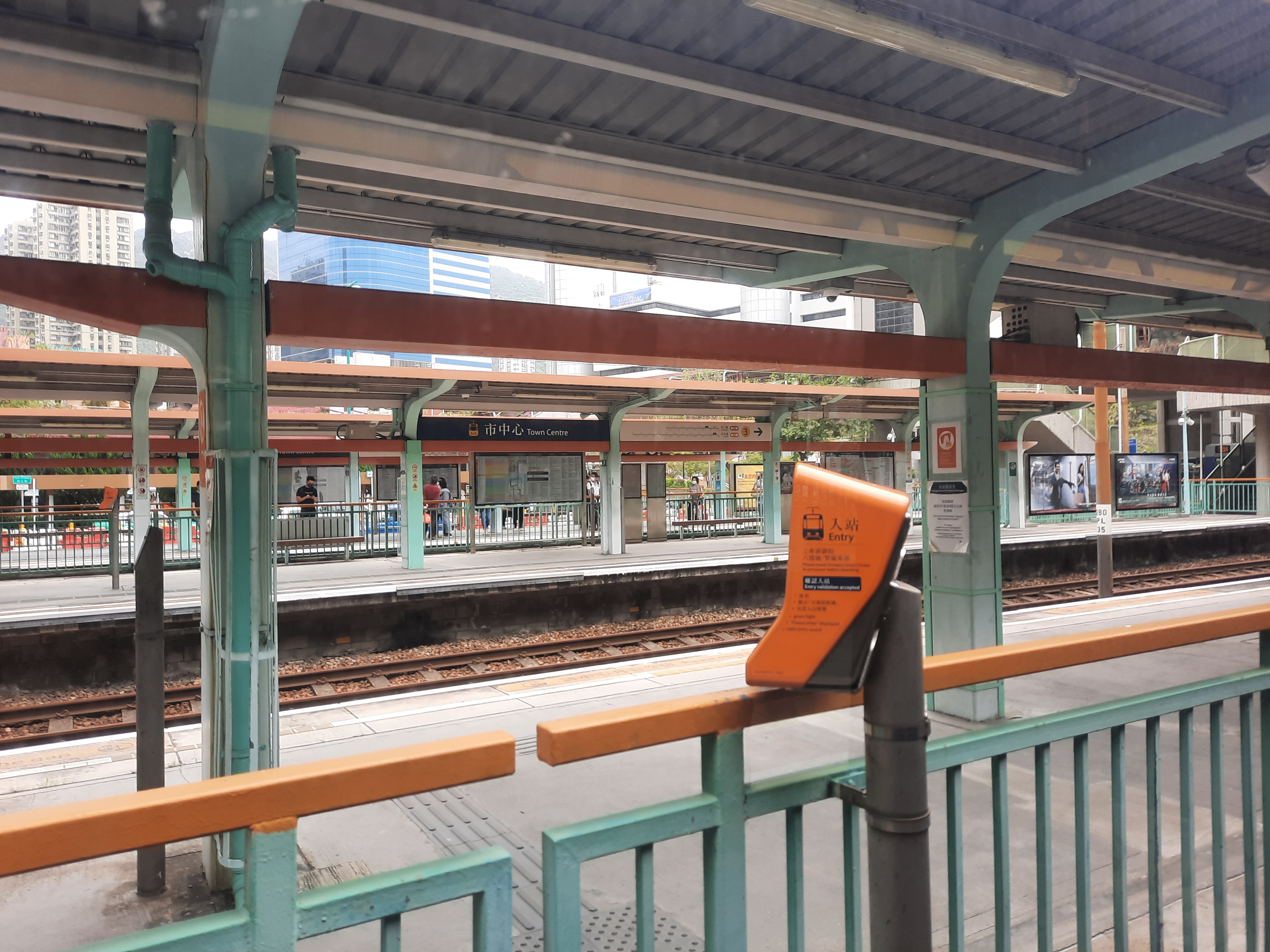
車站2號及3號月台一直停用至今（2021年4月）

### 「光復屯門公園」活動前的車站結構
| -                 | 行人天橋 | 往返各月台、屯門公園、屯門大會堂、巴士總站 |   |  |
| 地面              | 出口     | 輕鐵客務中心、屯門公園 |   |  |
| 地面              | 月台     | \| 側式 · 開左邊车门 \| \| \| \| \| \| \| \| 輕鐵505綫往兆康（屯門） 輕鐵507綫往田景（屯門） \| 1 \| \| \| 側式 · 開左邊车门 \| \| \| \| \| \| \| \| 輕鐵614綫往元朗（杯渡） 輕鐵614P綫往兆康（杯渡） 輕鐵751綫往天逸（屯門） \| 2 \| \| \| \| 3 \| 輕鐵505綫往三聖（安定） 輕鐵751綫往友愛（終點站） \| \| \| \| 側式 · 開左邊车门 \| \| \| \| \| \| \| 4 \| 輕鐵507綫往屯門碼頭（安定） 輕鐵614綫往屯門碼頭（安定） 輕鐵614P綫往屯門碼頭（安定） \| \| \| \| 側式 · 開左邊车门 \| \| \| \| \| |   |  |
| 地面              | 出口     | 屯門鄉事會路 |   |  |
| 側式 · 開左邊车门 |          | |   |  |
|                   |          | 輕鐵505綫往兆康（屯門） 輕鐵507綫往田景（屯門） | 1 |  |
| 側式 · 開左邊车门 |          | |   |  |
|                   |          | 輕鐵614綫往元朗（杯渡） 輕鐵614P綫往兆康（杯渡） 輕鐵751綫往天逸（屯門） | 2 |  |
|                   | 3        | 輕鐵505綫往三聖（安定） 輕鐵751綫往友愛（終點站） |   |  |
| 側式 · 開左邊车门 |          | |   |  |
|                   | 4        | 輕鐵507綫往屯門碼頭（安定） 輕鐵614綫往屯門碼頭（安定） 輕鐵614P綫往屯門碼頭（安定） |   |  |
| 側式 · 開左邊车门 |          | |   |  |

## 外部連結
- 港鐵公司－輕鐵街道圖 （页面存档备份，存于）
- 港鐵公司－輕鐵行車時間表 （页面存档备份，存于）